# Saúl Osorio Paz
Saúl Osorio Paz (Ipala, 30 de diciembre de 1925 - Ciudad de Guatemala, 29 de abril de 2002) fue un economista guatemalteco. Fue director de la Escuela de Ciencias Económicas de Occidente, Quetzaltenango, decano de la Facultad de Ciencias Económicas y Rector Magnífico de la Universidad de San Carlos de Guatemala. Pertenecía al grupo de catedráticos de la Universidad que formaban parte del Partido Guatemalteco del Trabajo (PGT), partido político comunista que estaba en la clandestinidad en Guatemala desde 1954; esta agrupación era el sector moderado de la izquierda guatemalteca en la década de los setenta que pretendía alcanzar el poder por medio de los medios legales -primero con las autoridades de la Universidad y luego mediante el Frente Unido de la Revolución, fundado por Manuel Colom Argueta. Su gestión al frente de la Universidad ocurrió entre 1978 y 1980, que fueron los años más duros de la represión gubernamental en Guatemala, puesto que eran los años en que los grupos de izquierda estaban mejor organizados y con mayor influencia en la población guatemalteca -grupos que habían tenido un auge el triunfo de la Revolución Sandinista en Nicaragua en 1979.  Tras recibir amenazas de muerte, vivir en el edificio de la Rectoría de la Universidad de San Carlos y fungir como Rector en el exilio desde México y Costa Rica, fue sustituido el 14 de julio de 1980.  En el exilio fue investigador del Instituto de Investigaciones Económicas de la Universidad Nacional Autónoma de México y autor de varias obras sobre la crisis económica, poblacional y de desarrollo en América Central.

## Rector de la Universidad de San Carlos
En 1976 surgió el grupo estudiantil FRENTE en la Universidad de San Carlos, que arrasó por completo con todos los puestos de elección estudiantiles; sus dirigentes eran en su mayoría miembros de la Juventud Patriótica del Trabajo (JPT), el ala juvenil del Partido Guatemalteco del Trabajo (PGT), el partido comunista guatemalteco que había funcionado en la clandestinidad desde 1954. A diferencia de otras organizaciones de tendencias marxista en Guatemala en ese tiempo, los dirigentes de FRENTE -y de una fracción del PGT en ese momento- confiaban en el movimiento de masas para alcanzar el poder por la vía electoral.
FRENTE, usando su poder dentro de las asociaciones estudiantiles, inició una campaña política con vistas a las elecciones generales universitarias en 1978, aliado a los catedráticos de la izquierda agrupados en Vanguardia Universitaria. Ganaron la secretaría general de la AEU con el estudiante de Ciencias Económicas Oliverio Castañeda de León y la rectoría de la universidad con Saúl Osorio Paz; además de que sindicalistas relacionados al PGT y FRENTE tomaron la dirigencia del Sindicato de Trabajadores de la Universidad (STUSC). Osorio Paz dio espacio y apoyo al movimiento estudiantil y en lugar de existir conflictos entre la administración y los estudiantes, las diferentes representaciones se aliaron para construir una universidad de mayor proyección social.  En 1978 la Universidad de San Carlos se convirtió en uno de los sectores de más peso político en Guatemala; ese año el movimiento estudiantil, el profesorado y el Consejo Superior Universitario se unieron en contra del gobierno y en favor de una apertura de espacios para los sectores más necesitados del país. Con el fin de ampliar su extensión universitaria, la Asociación de Estudiantes Universitarios (AEU) rehabilitó la «Casa del Estudiante» en el centro de la Ciudad de Guatemala; allí recibieron y apoyaron a familiares de los desaparecidos y a los pobladores ya concientizados políticamente. También organizaron grupos de trabajadores del comercio informal. Esto atrajo la atención del gobierno, que al percatarse de las actividades sociales de los estudiantes, empezó a vigilar la Casa.
Al iniciar su período, Saúl Osorio fundó el semanario Siete Días en la USAC que informaba sobre las actividades de la Universidad y denunciaba constantemente la violación a los derechos humanos, en especial la represión contra el movimiento popular, además de hacer públicos los movimientos revolucionarios en Nicaragua y El Salvador. Por unos meses, la universidad estatal fue una universidad unida y progresista, preparándose para confrontar al Estado y el Consejo Superior Universitario se convirtió en un importante defensor de las luchas del pueblo. 
Ahora bien, FRENTE tenía que enfrentarse con la izquierda radical, representada en ese entonces por el Frente Estudiantil Revolucionario "Robin García" (FERG), que surgió durante la marcha del Primero de mayo de 1978. El FERG coordinó a varios grupos estudiantiles en las diferentes facultades de la Universidad de San Carlos y en los institutos públicos de educación media del Estado. Esta coordinación entre grupos legales provenía del Ejército Guerrillero de los Pobres (EGP), grupo guerrillero que había aparecido a la luz pública en 1972 y que tenía su centro de operaciones en la región petrolera del norte del departamento de Quiché -es decir, el Triángulo Ixil de Ixcán, Nebaj y Chajul en la Franja Transversal del Norte. Aunque no fue propiamente un grupo armado, el FERG buscaba la confrontación con el Estado; dio preeminencia a las medidas de hecho que podían llegar a la violencia de masas y a la actividad paramilitar. A sus miembros no les interesaba trabajar dentro de un marco institucional y nunca pidieron permiso para sus manifestaciones o acciones.
El 7 de marzo de 1978 fue elegido Presidente de la República el general Fernando Romeo Lucas García, quien había sido Ministro de la Defensa durante el gobierno de Kjell Eugenio Laugerud García. Luego, el 29 de mayo de 1978 -en las postrimerías del gobierno del general Laugerud García- en la plaza central de Panzós, Alta Verapaz, elementos de la Zona Militar en Zacapa atacaron una manifestación pacífica, matando a una gran cantidad de personas. Los fallecidos, campesinos indígenas que habían sido citados en el lugar, estaban luchando por la legalización de las tierras baldías que habían ocupado desde años atrás. Su lucha los enfrentó directamente con los inversionistas que querían explotar la riqueza mineral del área, en particular las reservas de petróleo -explorada por Basic Resources y Shenandoah Oil- y de níquel -explotado por EXMIBAL. La Masacre de Panzós causó una gran conmoción en la Universidad por el alto número de víctimas y por haber surgido de conflictos sobre la explotación de recursos naturales por empresas extranjeras. En 1978 por ejemplo, Osorio Paz y otros universitarios recibieron amenazas por su abierta oposición a la construcción de un oleoducto interoceánico que cruzaría el país para facilitar la explotación petrolera. El 8 de junio la AEU organizó una protesta masiva en el centro de la Ciudad de Guatemala en la que los oradores denunciaron la Masacre de Panzós y expresaron su repudio hacia el régimen de Laugerud García en términos más contundentes que en otras ocasiones.
En julio, Lucas García asumió la Presidencia y luego liberó los precios de la canasta básica, lo que de inmediato le ganó el rechazo popular. Luego, un aumento a la tarifa del transporte urbano y la huelga de los pilotos del servicio urbano colmó la paciencia de los ciudadanos y el rechazo al Presidente llegó al máximo. Los conductores decidieron llevar sus unidades a la Universidad de San Carlos, que por su autonomía, era el único lugar fuera de la jurisdicción del Estado en el que podían estar. Osorio Paz, pese a ser del grupo moderado de izquierda del Partido Guatemalteco del Trabajo, decidió recibir a los huelguistas y de esa forma empezaron tres meses de interrupciones en el servicio urbano, quedando la Universidad identificada con la oposición al gobierno. El 4 de agosto se realizó la primera gran manifestación durante el período de Lucas García. Universitarios y estudiantes de nivel medio acompañaron a los demás sectores del movimiento popular en la conmemoración del primer aniversario de las muertes de Robin García y Aníbal Caballeros. El Ministro de Gobernación, Donaldo Álvarez Ruiz, declaró que si no existía permiso gubernamental, cualquier manifestación sería reprimida; de esa cuenta, al inicio de la marcha, el equipo antimotines de la Policía Nacional rodeó a los manifestantes y les lanzó bombas lacrimógenas, por lo que los estudiantes se vieron forzados a refugiarse en el Paraninfo Universitario. De los más de doscientos manifestantes que recibieron el auxilio de la Cruz Roja, treinta y uno tuvieron que ser hospitalizados, la mayoría jóvenes de entre 14 y 17 años de edad. La Masacre de Panzós y la represión de las protestas urbanas llevó a los dirigentes universitarios de FRENTE a asumir una actitud más beligerante, con el apoyo urbano al FERG y otros grupos aliados al Ejército Guerrillero de los Pobres.
A pesar de la gran movilización popular, a finales de septiembre de 1978 el Consejo Municipal de la ciudad de Guatemala aprobó una alza en la tarifa del transporte urbano de cinco a diez centavos, para "motivar" a las empresas a aumentar el salario de sus empleados y así solucionar el conflicto laboral. El viernes 30 de septiembre, día que la nueva tarifa entró en vigencia, jóvenes de diversos barrios populares reanudaron su protesta al construir barricadas en las principales calles en sitios importantes en las jornadas de marzo de 1962. El fin de semana siguiente, se declaró una huelga general y los empleados estatales paralizaron sus labores y ocuparon sus lugares de trabajo, mientras que los institutos de nivel medio y sus alrededores fueron controlados por estudiantes que se enfrentaron a la policía. El descontento popular era tan grande que la manifestación pronto cobró tal fuerza que a los dirigentes les era difícil controlarla.
Las protestas finalizaron hasta que se alcanzó el objetivo más importante: el viernes 7 de octubre el Consejo Municipal restauró la tarifa de cinco centavos; los manifestantes habían logrado vencer al gobierno militar a través de la movilización popular, aunque a costa de cerca de cuarenta a cien muertes. La movilización de octubre enunció una posición revolucionaria, inspirada por una insurrección similar en Nicaragua.
El gobierno de Lucas García estaba en crisis; en Nicaragua el movimiento urbano estaba uniéndose con el Frente Sandinista de Liberación Nacional. El gobierno podía ver la inminente posibilidad que los rebeldes guatemaltecos también aprovecharan la movilización popular en la ciudad. Entonces decidió utilizar el terror estatal para fin la articulación de los rebeldes; a partir de octubre de 1978 el Estado y la extrema derecha señalaron a los líderes estudiantiles e intelectuales de la Universidad de San Carlos como los posibles líderes políticos de la oposición.
Entonces empezaron los ataques de los escuadrones de la muerte:
- Pocos días después del fin de las protestas, el profesor universitario y dirigente de la Democracia Cristiana René de León Schlotter sufrió un atentado a tiros en el que resultó muerto su chofer.
- El martes 17 de octubre, Santiago López Aguilar, director de la Escuela de Orientación Sindical, sobrevivió un atentado.
- El 18 de octubre, el Ejército Secreto Anticomunista (ESA), un grupo terrorista, publicó una lista negra en la cual amenazó de muerte a treinta y ocho personajes clave del movimiento popular. Entre ellos estaban varios universitarios, incluyendo Osorio Paz, varios decanos de la universidad y el secretario general de la AEU, Oliverio Castañeda de León.[10]
- A pesar de las constantes amenazas en su contra, el viernes 20 de octubre de 1978, Castañeda de León se presentó en el Parque Centenario para dar el discurso de la AEU en ocasión del aniversario de la Revolución de octubre de 1944 y señaló al Ministro de Gobernación, Donaldo Álvarez Ruiz, como responsable de la oleada de terror. Castañeda de León fue asesinado poco después, cuando caminaba sobre la 6a. avenida hacia la cervecería "El Portal". Esta operación, al mediodía y en pleno centro de la ciudad, demostró la impunidad de los asesinos y el abierto desafío lanzado contra el movimiento popular.[11]
- Quince días después del asesinato de Oliverio Castañeda, fue desaparecido su sucesor, Antonio Ciani García. Por su participación en las movilizaciones de 1978, la AEU se había convertido en el primer blanco de una campaña de terror estatal diseñada para desarticular al movimiento de masas.

En los siguientes 18 meses recibieron amenazas casi todos los dirigentes estudiantiles y profesores universitarios con vinculaciones políticas (incluso con los partidos legales). A veces la amenaza fue de forma muy sutil e indirecta, transmitida por un conocido, mientras que otras personas fueron abiertamente presionados para salir del país. Esta se convirtió en la forma más simple y eficiente de desarticular el movimiento. Para quienes no hicieron caso y continuaron con sus actividades de protesta, el terrorismo del Estado les destinó a los escuadrones de la muerte. 
Al iniciarse el año 1979, siguen los ataques a prestigiosos miembros de la Universidad:
- El 25 de enero de 1979 fue asesinado Alberto Fuentes Mohr, doctor en Ciencias Económicas, diputado del Congreso, dirigente del Partido Socialista Democrático (PSD) y exministro de Finanzas y de Relaciones Exteriores durante el gobierno del licenciado Julio César Méndez Montenegro.
- Ese mismo día, a pocas horas, fue acribillado el dirigente estudiantil y sindical Ricardo Martínez Solórzano.
- El 14 de febrero fue asesinado Manuel Lisandro Andrade Roca, secretario general de la Universidad en el período de Osorio Paz y dirigente estudiantil durante las jornadas de 1962.
- El 22 de marzo fue muerto el exalcalde de la capital Manuel Colom Argueta, en un operativo en que sus asesinos supuestamente emplearon un helicóptero para dirigir la operación[12][b]

En la Universidad, Osorio Paz, después de los ataques a sus colegas y amenazas contra su persona, empezó a vivir en la rectoría, protegido por brigadas estudiantiles del partido universitario FRENTE. En un caso sin precedentes, el rector dirigió la Universidad desde la clandestinidad por casi dos años.
En enero de 1979, llegó a la Universidad una nueva generación de estudiantes de primer ingreso. Muchos de ellos habían sido miembros de la CEEM o las asociaciones estudiantiles en los institutos del Estado y habían participado en las jornadas de octubre de 1978. Fueron ellos quienes ocuparon el liderazgo de la AEU. Pero fue mucho más difícil reemplazar a los docentes caídos o en el exilio, lo que dio como resultado un marcado descenso en la calidad académica de la institución. Más tarde se propusieron leyes que restringían severamente su autonomía, y violando el mandato constitucional de otorgarle el 5% del presupuesto nacional, su presupuesto se recortó considerablemente.

## Final de su gestión
En 1980, cada miércoles en reunión ordinaria y otros días en reuniones extraordinarias, se reunía la mayoría de los cuarenta y cuatro miembros del Consejo Superior Universitario (CSU) para analizar la situación de Guatemala, la cual era alarmante, ya que no solamente la universidad se encontraba bajo ataque sino también todos los sectores religiosos, sindicalistas, campesinos, estudiantiles y políticos. No había consenso sobre las acciones a tomar: un reducido grupo sugería que la USAC debía bajar el perfil en su defensa de los sectores reprimidos de la sociedad guatemalteca mientras que la mayoría consideraba que la universidad nacional debía continuar desempeñando su papel como hasta entonces; también había diferencias: el grupo en el que se incluía el Rector Saúl Osorio Paz propugnaba la firmeza y el apoyo a la sociedad reprimida, sin llegar a provocar al gobierno, mientras que el grupo más radical consideraba deber de la universidad unirse al proceso revolucionario ya en marcha.
Además de ese clima de discusión interno, a diario había víctimas universitarias de la represión del régimen del general Lucas García, e incluso la vida del Rector estuvo en grave riesgo en un par de oportunidades; y para completar el panorama, miembros de las fuerzas contrainsurgentes clandestinas se infiltraban y actuaban dentro de la ciudad universitaria. Los dirigentes de la comunidad universitaria decidieron que lo mejor era que el Rector Osorio Paz saliera del país; luego de momentos sumamente tensos, el Rector pudo salir y desempeñarse en el exilio entre México y Costa Rica, siendo reemplazado en sus funciones en Guatemala por Leonel Carrillo Reeves, entonces Decano de la Facultad de Ciencias Químicas y Farmacia.
Luego de un mes de relativa tranquilidad interna, el CSU se vio emplazado por el sector minoritario -entre cuyos miembros había algunos universitarios con estrechos contactos con militares de alto rango- para que se le pidiera la renuncia a Osorio Paz, aduciendo que las declaraciones y acciones de Osorio Paz en el exterior ponían en peligro la integridad física de los universitarios que seguían en Guatemala. Carrillo Reeves planteó entonces que él no seguiría siendo el Rector en funciones para forzar a que Osorio Paz renunciara a su condición de Rector en el exilio o regresara a asumir nuevamente sus funciones. La mayoría de los miembros del CSU rechazó el planteamiento de Carrillo Reeves, pues era inadmisible hacer lo que pretendía el alto mando del Ejército: descabezar a la universidad y, vía nuevas elecciones, someterla al control militar. Carrillo Reeves había asumido por su condición de Decano que más tiempo había estado en el ejercicio de dicho cargo; al renunciar a ejercer las funciones, le correspondería asumir la Rectoría al segundo Decano más antiguo en el puesto, el Ing. Roberto Molina Mejía, por haber iniciado su período en julio de 1976. La fecha del traspaso de funciones se estableció para el 14 de julio. 
El 14 de julio de 1980, Molina Mejía llegó antes de las 7:00 a. m. a la Rectoría de la Universidad de San Carlos para cumplir con el mandato del Consejo Superior Universitario de que asumiera, interinamente, como Rector Magnífico. Guatemala se encontraba en medio de una fuerte represión; agudizada después de los sucesos de la embajada española.
Procedieron a preparar la firma del acta de traspaso de funciones. Justamente, cuando Molina Mejía estaba a punto de firmar una de las copias del acta, se escuchó lo que parecía la explosión de muchos cohetillos -conocidos como «ametralladoras» entre los juegos pirotécnicos guatemaltecos- en las afueras del Edificio de la Rectoría. Pero no era tal; durante varios minutos, fuerzas de seguridad del gobierno provenientes de la zona 7 dispararon en contra de todas las personas que ingresaban o circulaban por el acceso a la ciudad universitaria desde el Anillo Periférico, muy cerca de la Rectoría. Hubo docenas de heridos de bala y el saldo fatal fue de ocho estudiantes muertos -todos ellos estudiantes del curso de vacaciones de la Facultad de Ingeniería-. Se trató del primer ataque en los recintos universitarios desde 1962; la explicación oficial fue que esa mañana un grupo guerrillero había matado al jefe de la estación de policía de la zona 7 y que, en venganza, y en función de la acusación pública del presidente Lucas García de que la universidad era «centro de subversión», integrantes de ese contingente habían decidido atacar a los universitarios en la ciudad universitaria, en forma inmediata e indiscriminada.
La universidad declaró tres días de duelo, cerró todas sus actividades académicas y sostuvo una conferencia de prensa para hacer conocer su posición a la opinión pública.  Los diecisiete días que Molina Mejía fungió como Rector Magnífico de la Universidad fueron los más intensos de la época represiva; su equipo de trabajo tuvo audaces iniciativas para salvar la crisis; amistades se solidarizaron con el Rector y la institución y que ofrecieron su concurso para detener el baño de sangre de la USAC. La universidad planteó el diálogo nacional y se alcanzó a los ámbitos académico, religioso y político, pero no se llegó a plantear tal diálogo. Incluso, hubo personas que, corriendo riesgos personales, le permitieron pasar cada noche en una casa distinta. Molina Mejía terminó su gestión el 31 de julio de 1980.
Otro de los candidatos a Rector de la USAC en las elecciones que ganara Osorio Paz, Bernardo Lemus Mendoza y quien se encontraba laborando en la Secretaría General de Planificación Económica fue asesinado el 29 de enero de 1981.